# 이혜경 (사회복지학자)
이혜경(1948년 ~ )은 대한민국의 사회복지학자이다. 제3대 한국여성재단 이사장이다. 사회복지학 전문가로서 젠더와 복지의 연관성을 연구한 인물이다.

## 학력
- 경기여자고등학교
- 서울대학교 영문학과 학사
- 하와이 대학교 대학원 사회복지학 석사
- 캘리포니아 대학교 버클리캠퍼스 대학원 사회복지학 박사

## 경력
- 2001년: 정책기획위원회 복지건강위원, 이화여자대학교 사회사업학과 교수, 한국사회보장학회 회장
- 2004년: 국민경제자문회의 복지건강위원
- 2005년: 빈부격차차별시정위원회 위원장, 제21대 한국여성학회 회장
- 2007년: 양극화 민생대책위원회 위원장
- 2012년 3월 ~ : 서울시복지재단 이사장, 연세대학교 사회과학대학 사회복지학과 교수
- 2015년 1월 ~ : 한국여성재단 이사장
- 2017년 2월 ~ : 미래포럼 이사장

## 저서

### 공저
- 《불평등 한국, 복지국가를 꿈꾸다》. 후마니타스. 2015년. ISBN 9788964372302